# Naoko Sakamoto
Naoko Sakamoto (Japans: 坂本 直子; Sakamoto Naoko) (Nishinomiya, 14 november 1980) is een Japanse langeafstandsloopster, die zich op de marathon heeft toegelegd.

## Loopbaan
Op de wereldkampioenschappen van 2003 in Parijs werd Sakamoto vierde op de marathon. Op de Olympische Spelen van Athene finishte ze als zevende in dezelfde discipline. Haar persoonlijk record van 2:21.51 liep ze op de marathon van Osaka in 2003, waarmee ze als derde finishte. Een jaar later won ze deze wedstrijd in 2:25.29.
Na een pauze van drie jaar werd Naoko Sakamoto in 2007 vijfde op de marathon van Berlijn.

## Persoonlijke records
Baan
| Onderdeel | Prestatie | Datum           | Plaats |
| --------- | --------- | --------------- | ------ |
| 5000 m    | 15.45,75  | 24 oktober 2002 | Haruno |
| 10.000 m  | 33.06,17  | 11 oktober 2003 | Kobe   |

Weg
| Onderdeel      | Prestatie | Datum           | Plaats    |
| -------------- | --------- | --------------- | --------- |
| 15 km          | 49.58     | 26 januari 2003 | Osaka     |
| 20 km          | 1:06.40   | 26 januari 2003 | Osaka     |
| halve marathon | 1:09.27   | 11 maart 2001   | Yamaguchi |
| 25 km          | 1:23.41   | 26 januari 2003 | Osaka     |
| 30 km          | 1:40.34   | 26 januari 2003 | Osaka     |
| marathon       | 2:21.51   | 26 januari 2003 | Osaka     |

## Palmares

### marathon
- 2003:  marathon van Osaka - 2:21.51
- 2003: 4e WK - 2:25.25
- 2004: 7e OS - 2:31.43
- 2004:  marathon van Osaka - 2:25.29
- 2007: 5e marathon van Berlijn - 2:28.33
- 2008: 10e marathon van Nagoya - 2:30.21
- 2011: 10e marathon van Yokohama - 2:35.17
- 2012: 10e marathon van Osaka - 2:39.27